# Bonnevaux (Gard)
 Bonnevaux  es una población y comuna francesa, situada en la región de Languedoc-Rosellón, departamento de Gard, en el distrito de Alès y cantón de Génolhac. En 2006 su población era de 96 habitantes.

## Demografía
| 35 | 32 | 30 | 51 | 61 | 102 | 96 |
| Para los censos de 1962 a 1999 la población legal corresponde a la población sin duplicidades (Fuente: INSEE [Consultar]) |    |    |    |    |     |    |